# Rudower Spinne
Die Rudower Spinne ist ein Platz im Berliner Bezirk Neukölln und Hauptverkehrsknotenpunkt im Neuköllner Ortsteil Rudow. Vorher nur im Berliner Volksmund so genannt, erhielt der Platz den Namen Rudower Spinne offiziell im Juni 1983.

## Lage
Die Rudower Spinne liegt südlich des U-Bahnhofs Rudow. An der Rudower Spinne kreuzen sich die Straßen Neuköllner Straße, Alt-Rudow, Groß-Ziethener Chaussee, Neudecker Weg, Waltersdorfer Chaussee und Schönefelder Straße.

## Natur
Ein Findling auf der Rudower Spinne ist ein eingetragenes Naturdenkmal.

## Verkehr

Straßenzug der Linie 47 in der Wendeschleife an der Rudower Spinne, 1963

Die Rudower Spinne wurde am 1. Oktober 1913 an das Berliner Straßenbahnnetz angeschlossen. Die Linie 47 der Großen Berliner Straßenbahn verband den Ort mit Niederschönhausen. Am 1. Oktober 1966 wurde die Linie eingestellt und durch die Omnibuslinie 41 ersetzt. Am Platz befinden sich heute Haltestellen von zahlreichen Buslinien. Seit 1972 endet hier am U-Bahnhof Rudow die Linie U7. Auf dem Platz selbst befindet sich ein baumbestandener Parkplatz.
Mit der Inbetriebnahme des Flughafens Berlin Brandenburg (BER) ging ein erhöhtes Verkehrsaufkommen an der Rudower Spinne einher. Gegen den teilweisen Widerstand von Anwohnern und Geschäftsinhabern wurden in der Neuköllner Straße neue Umsteigemöglichkeiten für Fahrgäste vom und zum Flughafen angelegt.